# Estação Ferroviária de Oliveira do Bairro
A Estação Ferroviária de Oliveira do Bairro é uma interface da Linha do Norte, que serve o concelho de Oliveira do Bairro, no Distrito de Aveiro, em Portugal.

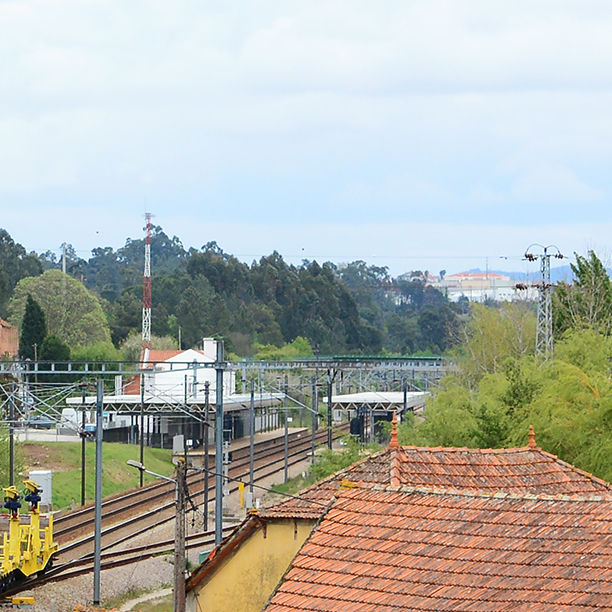
Vista remota da estação de Oliveira do Bairro, de noroeste, em 2018.

## Descrição

### Localização e acessos
Esta interface no limite sulsudoeste da malha urbana de Oliveira do Bairro, com acesso pelo Largo da Estação e distando menos de um quilómetro do centro da localidade (quartel), em declive apreciável.

### Infraestrutura
Esta interface apresenta três vias de circulação, numeradas de I a III, com comprimentos de 584, 705, e 594 m, respetivamente, e acessíveis por plataformas com 231 m de extensão e 50 cm de altura. O edifício de passageiros situa-se do lado nordeste da via (lado direito do sentido ascendente, a Campanhã).

## História

### Século XIX
Esta interface situa-se no troço da Linha do Norte entre as Estações de Estarreja e Taveiro, que abriu no dia 10 de Abril de 1864, pela Companhia Real dos Caminhos de Ferro Portugueses. Foi uma das estações originais deste troço, tendo começado a ser servida desde logo pelos comboios mistos entre Vila Nova de Gaia e Coimbra-B.

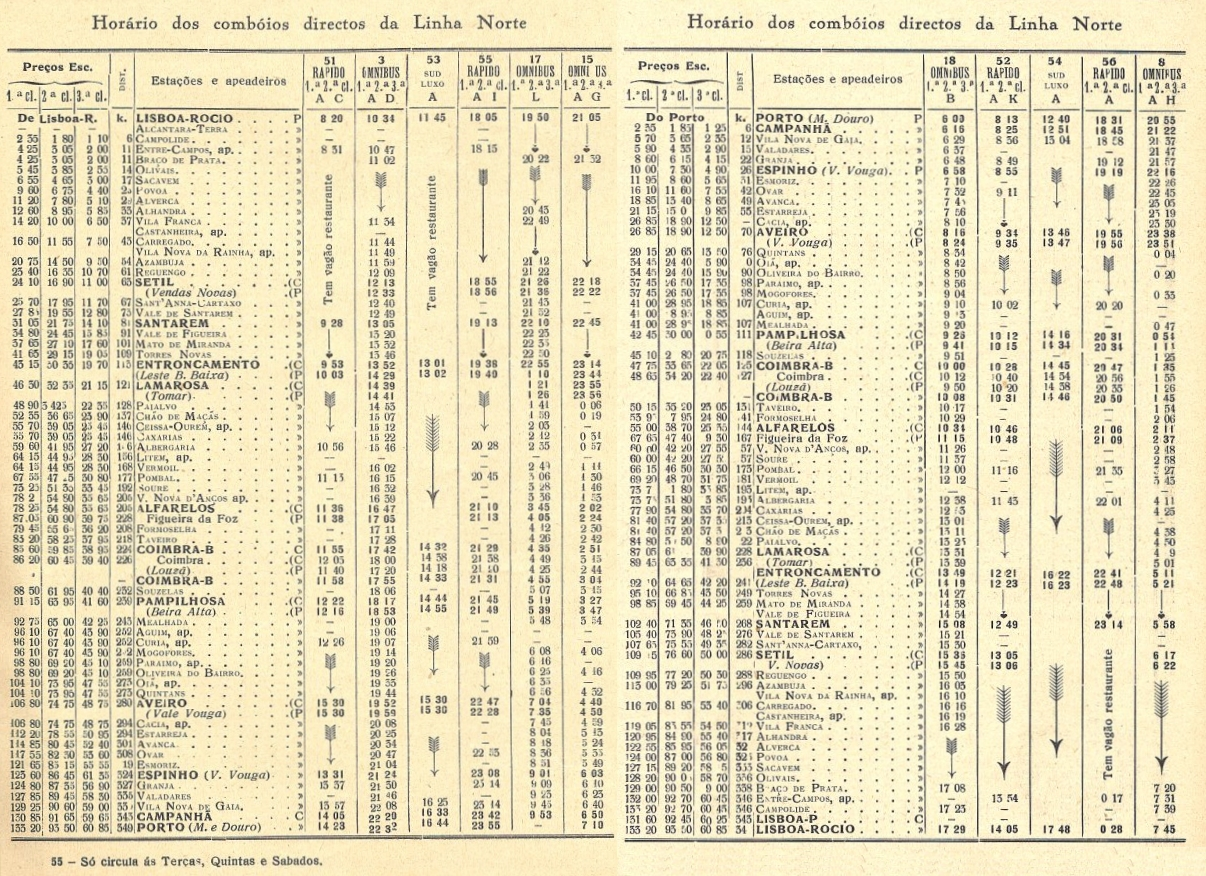
Horário de 1933 da Linha do Norte, incluindo a estação de Oliveira do Bairro.

Em 1870, a autarquia alertou o governador civil para a necessidade de construir uma estrada entre a estação e a localidade de Palhaça, passando por Malhapão e Pedreira. Em 1879, a autarquia enviou uma representação ao governo, para pedir que os comboios correios tivessem paragem na estação de Oliveira do Bairro.

### Século XX
Em 1 de Fevereiro de 1903, a Gazeta dos Caminhos de Ferro noticiou que a Companhia Real dos Caminhos de Ferro Portugueses tinha ordenado a instalação de semáforos no sistema Barbosa na estação de Oliveira do Bairro. Em 1913, existiam serviços de diligências entre a estação e a vila de Oliveira do Bairro, Silveiro, Perrães, Piedade, Recardães e Águeda.
Em 1926, foi aprovado um projecto da Companhia dos Caminhos de Ferro Portugueses para a ampliação desta estação, de forma a acomodar a duplicação da linha, então em construção entre Mogofores e Aveiro. Em finais de 1927, dois comboios de mercadorias colidiram no interior da estação, causando dois mortos e um dezena de feridos, e grandes estragos materiais. Em Dezembro de 1928, já tinha sido concluída a duplicação da linha entre Mogofores e Oliveira do Bairro, e já se tinham iniciado as obras do seu prolongamento até Aveiro.

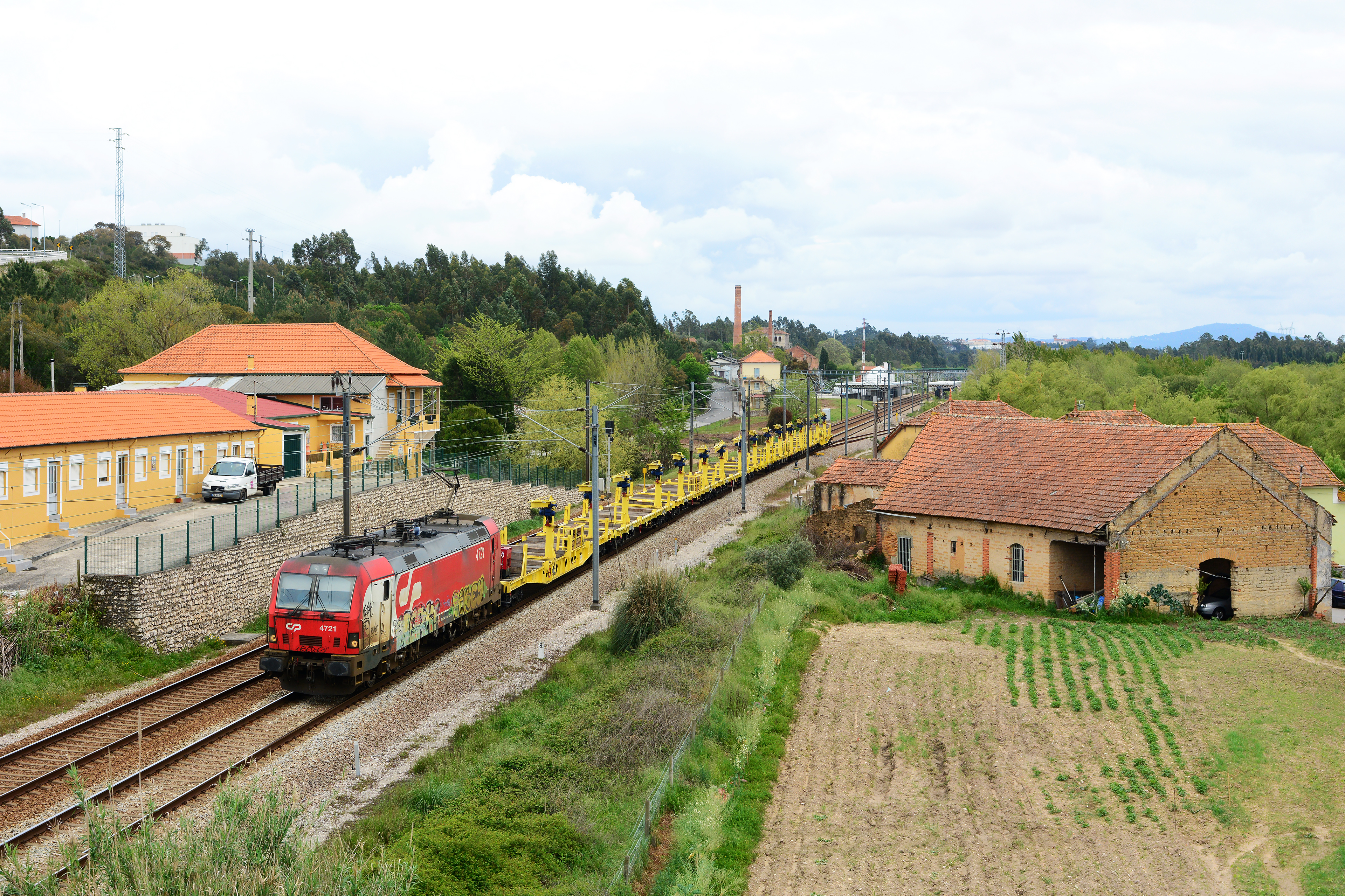
Comboios de mercadorias a passar na estação em 2018.

#### Movimento de mercadorias
Uma das principais exportações foi cerâmica, fabricada numa unidade industrial junto à estação, e a cal, produzida nos fornos de Vale Salgueiro, e destinada a Estarreja, Esmoriz, Ovar, Carvalhos, Porto e Águeda, entre outros pontos. Entre as importações, destacava-se o gado para as feiras.

### Século XX
Em Janeiro de 2011, a estação apresentava três vias de circulação, com 605 e 717 m de comprimento; as plataformas tinham todas 231 m de extensão de 55 cm de altura — valores mais tarde alterados para os atuais.